# Bam Bam Bigelow
Bam Bam Bigelow, geboren als Scott Charles Bigelow, (Asbury Park, 1 september 1961 – Hudson (Florida), 19 januari 2007) was een Amerikaans professioneel worstelaar.
Op de morgen van 19 januari 2007 werd hij dood aangetroffen in zijn huis in Hudson. Bigelow, die kampte met hartproblemen, bleek door een overdosis aan verschillende drugs om het leven te zijn gekomen.

## In worstelen
- Aanval en kenmerkende bewegingen
  - Diving headbutt
  - Greetings From Asbury Park (Over the shoulder reverse piledriver; ECW/WCW)
  - Nuclear Splash (Diving splash)
  - Slingshot splash (1987–1988)
  - Cobra clutch bulldog
  - Delayed vertical suplex
  - Double underhook backbreaker
  - Dropkick
  - Enzuigiri
  - Gorilla press slam
  - Headbutt drop
  - High impact cornered splash
  - Lariat
  - Moonsault
  - Powerbomb
  - Running somersault senton splash
  - Running splash

- Managers
  - Paul E. Dangerously
  - Ted DiBiase
  - Sir Oliver Humperdink
  - Rick Rude
  - Larry Sharpe
  - Luna Vachon
  - Matt Taylor (Japan)

- Bijnamen
  - "The Beast from the East"
  - "The Flamed Wonder"

## Prestaties
- Continental Wrestling Association
  - AWA Southern Heavyweight Championship (1 keer)

- Extreme Championship Wrestling
  - ECW World Heavyweight Championship (1 keer)
  - ECW World Television Championship (1 keer)

- NWA Northeast
  - NWA Northeast Heavyweight Championship (1 keer)

- New Japan Pro Wrestling
  - IWGP Tag Team Championship (1 keer met Big Van Vader)

- Universal Superstars of America
  - USA Heavyweight Championship (1 keer)

- USA Xtreme Wrestling | USA Pro Wrestling
  - UXW/USA Pro Heavyweight Championship (2 keer)

- World Championship Wrestling
  - WCW Hardcore Championship (1 keer)
  - WCW World Tag Team Championship (2 keer; 1 keer met Diamond Dallas Page en 1 keer met Kanyon)

- World Class Championship Wrestling
  - WCCW Television Championship (1 keer)

- World Wrestling Federation
  - Slammy Award
    - "Best Head" (1987) met Gene Okerlund

- Wrestle Association R
  - WAR World Six-Man Tag Team Championship (1 keer met Hiromichi Fuyuki en Youji Anjoh)

## MMA
Bigelow vocht 1x een MMA-gevecht tegen een zeer sterke tegenstander, zwaargewicht, een in de Verenigde Staten wonende Duitser, met de 4e dan Taekwondo en de 1e dan (zwarte band) in Braziliaans jiu-jitsu. Het gevecht vond plaats op 17 november 1996 in Japan. Ondanks dat Bigelow zo'n 70 kg zwaarder was, won de 115 kg zware Kimo Leopoldo, met veel martial-artservaring door een speciale wurgtechniek toe te passen, waardoor Bigelow op moest geven. Bigelow werd snel tegen de grond gewerkt en kreeg veel klappen, maar ondanks het bloed dat vloeide, gaf hij nog niet op. 